# TEARS AND REASONS
『TEARS AND REASONS』（ティアーズ・アンド・リーズンズ）は、松任谷由実（ユーミン）の24枚目のオリジナルアルバム。1992年11月27日に東芝EMIからリリースされた（CD：TOCT-6800 、CT：TOTT-6800 ）。

## 解説
- この作品は世界初の「ヴァーチャルオーディオシステム」を使用してレコーディングされた。
- 同年11月9日、石井竜也とのコラボレートシングル『愛のWAVE』（フジテレビ・愛のWAVEミュージックキャンペーンソング）が発売されたが、アルバム収録にはならなかった。
- CD･CT共に初回プレスはジャケットが3-Dカードになっている。
- 1992年12月21日から1993年6月26日、『TEARS AND REASONS』コンサートツアーが行われた。

## 収録曲

### CD
| 全作詞・作曲: 松任谷由実。 |                                                                             |            |            |                       |      |
| #                          | タイトル                                                                    | 作詞       | 作曲・編曲 | 編曲                  | 時間 |
| 1.                         | 「無限の中の一度 -Once In an Eternity-」                                    | 松任谷由実 | 松任谷由実 | 松任谷正隆、Jerry Hey | 4:34 |
| 2.                         | 「サファイアの9月の夕方 -Sapphire Blue September Evening Sky-」             | 松任谷由実 | 松任谷由実 | 松任谷正隆            | 4:45 |
| 3.                         | 「瞳はどしゃ降り -Teardrops In the Rain-」                                  | 松任谷由実 | 松任谷由実 | 松任谷正隆、Jerry Hey | 5:18 |
| 4.                         | 「ミラクル -Miracle-」                                                      | 松任谷由実 | 松任谷由実 | 松任谷正隆、Jerry Hey | 4:41 |
| 5.                         | 「Misty China Town」                                                        | 松任谷由実 | 松任谷由実 | 松任谷正隆            | 4:16 |
| 6.                         | 「私らしく -As I Am-」                                                      | 松任谷由実 | 松任谷由実 | 松任谷正隆、Jerry Hey | 4:24 |
| 7.                         | 「冬の終り -End of the Winter-」                                            | 松任谷由実 | 松任谷由実 | 松任谷正隆            | 4:37 |
| 8.                         | 「So high」                                                                 | 松任谷由実 | 松任谷由実 | 松任谷正隆、Jerry Hey | 4:37 |
| 9.                         | 「恋の一時間は孤独の千年 -One Hour of Love, Thousand Years of Loneliness-」 | 松任谷由実 | 松任谷由実 | 松任谷正隆、Jerry Hey | 4:03 |
| 10.                        | 「Carry on」                                                                | 松任谷由実 | 松任谷由実 | 松任谷正隆            | 5:42 |

### 楽曲解説
1. 無限の中の一度
1992年キリンラガービールCMソング[2]（出演、彫刻家・藤木:堤真一、カメラマンの卵・川野:高橋リナ）。
『YUMING SPECTACLE SHANGRILA 1999』で歌われた際にはユーミンを乗せたフープが空中に上がっていく演出がとられた、公式YouTubeチャンネルで視聴可能。
2018年の自薦ベストアルバム『ユーミンからの、恋のうた。』でベストアルバム初収録。
2. サファイアの9月の夕方
ロサンゼルス市立公園・グリフィス・パーク（英語版）がイメージの楽曲。天文台から見たサファイア色で抜けるような紺と夕焼けとのグラデーション、それと夜景がまるでUFOが飛び交う絨毯のように高台から見える様子の9月の景色にインスピレーションを得て作った楽曲。
ギターのフレーズがMichael Jackson『Black or White』と酷似しているが、松任谷正隆によるとギタリストのティム・ピアース（英語: Tim Pierce）が、前述の楽曲を担当しているというアピールのために付け加えた[3]。
3. 瞳はどしゃ降り
1992年にA.S.A.P.に提供した「Teardrops In The Rain」が原曲。
4. ミラクル
惑星直列であるグランド・クロスがモチーフになっている。1992年苗場プリンスホテルCMソング[2]。
5. Misty China Town
1992年宝塚歌劇団への提供曲「ミッドサマー・イブ」（宝塚歌劇団月組公演『PUCK』主題歌）の歌詞違い。
6. 私らしく
7. 冬の終り
1992年フジテレビ系ドラマボクたちのドラマシリーズ『その時、ハートは盗まれた』エンディングテーマ[4]。
第69回NHK紅白歌合戦にてaikoがユーミンの好きな楽曲としてこの曲を挙げている。
『SEASONS COLOURS -秋冬撰曲集-』や『ユーミン万歳!』などのベストアルバムにも収録されている（『ユーミン万歳!』には2022 mixが収録）。
2024年には、NHK総合・夜ドラ枠『ユーミンストーリーズ』でドラマ化された。(第2週、主演・麻生久美子)
8. So high
同じくドラマ『その時、ハートは盗まれた』劇中歌。
9. 恋の一時間は孤独の千年
1984年に麗美に提供した曲。アルバム収録より前の1987年、逗子コンサートにて初めて本人によって歌唱されている。
『SEASONS COLOURS -春夏撰曲集-』でベストアルバム初収録。
10. Carry on
1992年NHKスポーツニュース番組エンディングテーマ。公式サイトと公式YouTubeチャンネルでプロモーション・ビデオが見られる。2003年にポーリン・ウィルソン（ex シーウィンド）がカバーした（『OVER THE SKY: Yuming International Cover Album』収録）。

## 参加ミュージシャン
- Keyboards & Programming：松任谷正隆
- Additional Drums Programming： 江口信夫 (#1,#4)
- Drums： Mike Baird (#2,#3,#7,#10) / John Robinson (#6,#8)
- Marching Drums：江口信夫 (#2)
- Hi-Hats & Cymbals：江口信夫 (#5)
- Bass：Abraham Laboriel (#4,#6,#8) / Leland Sklar (#2,#3,#5,#7,#10)
- Electric Guitars：松原正樹 (#1,#4～#9) / Michael Landau (#3,#6) / Tim Pierce (#2)
- Electric Guitar Solo：Michael Landau (#10)
- Acoustic Guitar：吉川忠英 (#5,#7,#9)
- Percussion：Michael Fisher
- Trumpets：Jerry Hey、Gary Grant (#1,#3,#4,#6,#8,#9)
- Trombone：Bill Reichenbach（#1,#3,#4,#6,#8,#9）
- Trombone Solo：西山健治 (#5)
- Sax：Larry Williams (#1,#3,#4,#6) / Dan Higgins (#8,#9)
- Sax Solo：Dan Higgins (#1,#6)
- Flute：Dan Higgins（#8,#9）
- Piccolo：Dan Higgins（#9）
- Background Vocals：松任谷由実 (#1～#6,#8～#10) / 木戸泰弘、比山貴詠史、広谷順子 (#6,#8) / The Waters-Maxine、Julia、Luther、Oren (#9)
- Carnival：The Matt Forger Show (#9)
- Scene from the "Gangstar Movie"：The Matt Forger Show (#3)
- Synthesizer Programming：山中雅文